# Roby (Stany Zjednoczone)
Roby – miasto w Stanach Zjednoczonych, w stanie Teksas, w hrabstwie Fisher. W 2000 roku liczyło 673 mieszkańców.